# Гойя (премия, 2023)
XXXVII церемония вручения премии «Гойя» (исп. XXXVII edición de los Premios Goya) — кинопремия прошедшая 11 февраля 2023 года организованная Испанской академией кинематографических искусств и наук проводившийся в Дворце конгрессов и выставок в Севилье в Севилье. Фильм Хищники завоевал девяти категориях. К тому же, другой фильм Земля Алькаррас, стал победителем статуэтки Золотой медведь на другом фестивале Берлинский кинофестиваль и предварительно отобран для участия в соревнованиях от Испании на кинопремию Оскар, не завоевав ни в одной из 11 категорий, в которых был номинирован.
Помимо объявления Севильи местом проведения церемонии, 29 июня 2022 года также было объявлено, что количество номинантов во всех категориях увеличится с четырёх до пяти.
Режиссёр Карлос Саура умер накануне проведения премий, где должен был получить почётную премию «Гойя» за пожизненные достижения своей карьере «за обширный и очень личный творческий вклад в историю испанского кино с конца 1950-х годов до наших дней».
Номинанты были объявлены 1 декабря 2022 года актрисами Бланка Портильо и Нора Навас. Фильм Хищники возглавил список номинаций, получив семнадцать, за ним последовали Тюрьма 77 с шестнадцатью номинациями, Земля Алькаррас и Cinco lobitos, оба с одиннадцатью номинациями.

## Количество номинаций и наград за фильм
| Номинации | Фильмы по имени        | Премии |
| --------- | ---------------------- | ------ |
| 17        | Хищники                | 9      |
| 16        | Тюрьма 77              | 5      |
| 11        | Земля Алькаррас        | 0      |
| 11        | Cinco lobitos          | 3      |
| 6         | Кривые линии бога      | 0      |
| 6         | Свинка                 | 1      |
| 5         | На периферии           | 0      |
| 5         | Ирати                  | 0      |
| 4         | Мантикора              | 0      |
| 3         | La maternal            | 0      |
| 3         | Роковая ночь в Париже  | 1      |
| 3         | Благочестие            | 0      |
| 2         | Пробковое дерево       | 0      |
| 2         | Освящение весны        | 1      |
| 2         | Вода                   | 0      |
| 2         | Долина живых мертвецов | 0      |
| 2         | Война единорогов       | 1      |
| 2         | Sintiéndolo mucho      | 1      |

## Номинанты
Номинанты были объявлены 1 декабря 2022 года.
| Лучший фильм | Лучший режиссёр |
| --- | --- |
| - Хищники - Земля Алькаррас - Cinco lobitos - La maternal - Тюрьма 77 | - Хищники — Родриго Сорогойен - Земля Алькаррас — Карла Симон - La maternal — Пилар Паломеро - Мантикора — Карлос Вермут - Тюрьма 77 — Альберто Родригес |
| Лучшая мужская роль | Лучшая женская роль |
| - Дени Меноше — Хищники в роли Антони - Луис Тосар — На периферии в роли Рафа - Начо Санчез — Мантикора в роли Хулиан - Хавьер Гутьеррес — Тюрьма 77 в роли Хосе Пино - Мигель Эрран — Тюрьма 77 в роли Мануэль | - Лаия Коста — Cinco lobitos в роли Amaia - Марина Фоис — Хищники в роли Ольги - Анна Кастильо — Дикие подсолнухи в роли Джулии - Барбара Ленни — Кривые линии бога в роли Элис Гулд - Виктория Луэнго — Пробковое дерево в роли Елены |
| Лучшая мужская роль второго плана | Лучшая женская роль второго плана |
| - Луис Саэра — Хищники в роли Ксан - Диего Анидо — Хищники в роли Лоренцо - Рамон Бареа — Cinco lobitos в роли Колдо - Фернандо Техеро — Тюрьма 77 в роли Марбелла - Хесус Карроса — Тюрьма 77 в роли Эль-Негро | - Суси Санчес — Cinco lobitos в роли Бегонья - Мари Коломб — Хищники в роли Мари - Кармен Мачи — Свинка в роли Азун - Пенелопа Крус — На периферии в роли Азукена - Анхела Сервантес — La maternal в роли Пенелопа |
| Лучший мужской актёрский дебют | Лучший женский актёрский дебют |
| - Тельмо Ирурета — Освящение весны в роли Давид - Альберт Бош — Земля Алькаррас в роли Роджера - Жорди Пужоль Дольсет — Земля Алькаррас в роли Квимета - Микель Бустаманте — Cinco lobitos в роли Хави - Кристиан Чека — На периферии в роли Рауля | - Лаура Галан — Свинка в роли Сары - Анна Отин — Земля Алькаррас в роли Долорс - Луна Памьес — Вода в роли Аны - Валерия Соролья — Освящение весны в роли Лауры - Зои Штейн — Мантикора в роли Дианы |
| Лучший оригинальный сценарий | Лучший адаптированный сценарий |
| - Хищники — Изабель Пенья, Родриго Сорогойен - Земля Алькаррас — Арнау Виларо, Карла Симон - Cinco lobitos — Алауда Руис де Азуа - Мантикора — Карлос Вермут - Тюрьма 77 — Альберто Родригес Либреро, Рафаэль Кобос | - Роковая ночь в Париже — Фран Араухо, Иса Кампо, Исаки Лакуэста (по книге Рамона Гонсалеса «Мир, любовь и дэс-метал») - Свинка — Карлота Переда (по мотивам одноимённого короткометражного фильма Переды) - Ирати — Пауль Уркихо (по книге Х. Л. Ланды и Х. Муньоса «Цикл Ирати») - Кривые линии бога — Гильем Клуа и Ориол Паоло (по книге Кривые линии бога автора Торкуато Лука де Тена) - Паразит — Давид Муньос, Феликс Вискаррет (по роману «Из тени» автора Хуан Хосе Мильяс) |
| Лучший режиссёрский дебют | Лучший документальный фильм |
| - Cinco lobitos — Алауда Руис де Азуа - Свинка — Карлота Переда - Вода — Елена Лопес Риера - На периферии — Хуан Диего Ботто - Пробковое дерево — Микель Гурреа | - Labordeta, un hombre sin más - A las mujeres de España. María Lejárraga - El sostre groc - Oswald. El falsificador - Sintiéndolo mucho |
| Лучшая продюсерская работа | Лучший монтаж |
| - Тюрьма 77 — Мануэла Окон - Земля Алькаррас — Элиса Сирвент - Хищники — Кармен Санчес де ла Вега - Свинка — Сара Гарсиа - Cinco lobitos — Мария Хосе Диас | - Хищники — Альберто дель Кампо - Земля Алькаррас — Ана Пфафф - Cinco lobitos — Андрес Джил - Тюрьма 77 — Хосе М. Х. Мойано - Один год, одна ночь — Фернандо Франко Гарсиа, Сержи Дис |
| Лучшая музыка | Лучшая песня |
| - Хищники — Оливье Арсон - Ирати — Арансасу Кальеха, Майте Арротахаурехи - Хрустальные девушки — Иван Паломарес - Кривые линии бога — Фернандо Веласкес - Тюрьма 77 — Хулио де ла Роса | - «Sintiéndolo mucho» для фильма Sintiéndolo mucho — Написано Хоакин Сабина и Леива - «En los márgenes» для фильма На периферии — Написано Эдуардо Крус и Мария Розален - «Izena duena bada» для фильма Ирати — Написано Арансасу Кальеха, Майте Арротахаурехи и Пауль Уркихо - «Un paraíso en el sur» для фильма La vida chipén — Написано Палома Пеньярубиа Руис и Ванеса Бенитес Самора - «Batalla» для фильма Война единорогов — Написано Хосеба Беристейн                        |
| Лучшая операторская работа | Лучшая работа художника |
| - Хищники — Алекс де Пабло - Земля Алькаррас — Даниэла Кахиас - Cinco lobitos — Хон Д. Домингес - Главная роль — Арнау Вальс Коломер - Тюрьма 77 — Алекс Каталан | - Тюрьма 77 — Пепе Домингес дель Олмо - Земля Алькаррас — Моника Бернуи - Хищники — Хосе Тирадо - Благочестие — Мелани Антон - Кривые линии бога — Сильвия Штайнбрехт |
| Лучшие костюмы | Лучший грим |
| - Тюрьма 77 — Фернандо Гарсия - Хищники — Паола Торрес - Ирати — Нереа Торрихос - Благочестие — Суэвия Сампелайю - Кривые линии бога — Альберто Валькарсель - Долина живых мертвецов — Кристина Родригес | - Тюрьма 77 — Иоланда Пинья, Феликс Терреро - Хищники — Ирен Педроса, Хесус Хиль - Свинка — Палома Лосано, Начо Диас - Благочестие — Сарай Родригес, Ракель Гонсалес, Оскар де Монте - Кривые линии бога — Монтсе Сантфелиу, Каролина Ачукарро, Пабло Перона |
| Лучший звук | Лучшие спецэффекты |
| - Хищники — Айтор Беренгер, Фабиола Ордойо, Ясмина Прадерас - Земля Алькаррас — Ева Валиньо, Томас Джорджи, Алехандро Кастильо - Cinco lobitos — Асьер Гонсалес, Ева де ла Фуэнте Лопес, Роберто Фернандес - Тюрьма 77 — Даниэль де Зайас, Мигель Уэте, Пелайо Гутьеррес, Валерия Арчери - Один год, одна ночь — Аманда Вильявьеха, Ева Валиньо, Марк Ортс, Алехандро Кастильо | - Тюрьма 77 — Эстер Баллестерос, Ана Рубио - 13 изгнаний дьявола — Мариано Гарсиа Марти, Хорди Коста - Хищники — Оскар Абадес, Ана Рубио - Ирати — Джон Серрано, Дэвид Херас - Долина живых мертвецов — Луис Ривера, Лаура Педро |
| Лучший мультипликационный фильм | Лучший короткометражный мультипликационный фильм |
| - Война единорогов - Black Is Beltza 2: Ainhoa - Величайший детектив-паук - Os demos de barro - Тэд-путешественник и изумрудная скрижаль | - Loop - Amanece la noche más larga - Amarradas - La prima cosa - La primavera siempre vuelve |
| Лучший короткометражный документальный фильм | Лучший короткометражный фильм |
| - Maldita. A Love Song to Sarajevo - Dancing with Rosa - La gàbia - Memoria - Trazos del alma | - Arquitectura emocional 1959 - Chaval - Cuerdas - La entrega - Sorda |
| Лучший иностранный фильм на испанском языке | Лучший европейский фильм |
| - Аргентина, 1985 (Аргентина) — Сантьяго Митре - 1976 (Чили) — Мануэла Мартелли - Стая (Колумбия) — Андрес Рамирес Пулидо - Молитвы об украденных (Мексика) — Татьяна Уэсо - Утама (Боливия) — Алехандро Лоайса Гризи | - Худший человек на свете (Норвегия) — Йоаким Триер - Белфаст (Великобритания) — Кеннет Брана - Рука Бога (Италия) — Паоло Соррентино - Утраченные иллюзии (Франция) — Ксавье Джанноли - Невидимый мир (Бельгия) — Лаура Вандель |
| Премия «Гойя» за заслуги | Международная Премия «Гойя» |
| Карлос Саура | Жюльет Бинош |